# Josefine Ernst-Kaiser
Josefine Ernst-Kaiser, geborene Jozefa Kaiser, auch Josephine Ernst-Kayser bzw. Josepha Kaiser (1820 in Pest – 10. Juli 1873 ebenda) war eine ungarische Opernsängerin (Koloratursopran).

## Leben
Ernst-Kaiser wirkte von 1844 bis 1845 am Hoftheater in Wien, von 1845 bis 1846 in Pest, von 1846 bis 1847 in Mainz, von 1847 bis 1848 am Theater an der Wien, von 1848 bis 1851 in Prag und von 1851 bis 1861 in Pest.
Zu ihren besten Rollen zählten „Nachtwandlerin“, „Regimentstochter“ und „Isabella“.
Verheiratet war sie mit Journalisten Moritz Ernst, ein Bruder von Heinrich Wilhelm Ernst. Ihr Sohn war der Opernsänger Heinrich Ernst.